# Beldaran
Beldaran es la hija de Belgarath y Poledra.
No se sabe mucho de ella.
Nació en el Valle de Aldur, pero no se sabe por qué, la pusieron el prefijo Bel, que significa mago para los hombres, en vez de Pol-, que es para las mujeres.
Fue enviada a Riva para casarse con el rey Riva Puño de Hierro y así emparentó a su familia con la familia real de Riva.
- Datos: Q8245744